# Eupelmus australis
Eupelmus australis är en stekelart som beskrevs av Girault 1915. Eupelmus australis ingår i släktet Eupelmus och familjen hoppglanssteklar. Inga underarter finns listade i Catalogue of Life.